# عالم المعكرونة الخاص ببوكو
عالم المعكرونة الخاص ببوكو (باليابانية: うどんの国の金色毛鞠، بالروماجي: Udon no Kuni no Kin'iro Kemari) (بالإنجليزية: Poco's Udon World)‏ هي سلسلة مانغا من تأليف نوبوكا شينومارو، نشرت من قبل شينتشوشا في مجلة Monthly Comic @ Bunch، منذ أغسطس 2012، وتم تجمع فصول المانغا في 12 مجلد تانكوبون. أنتجت المانغا إلى أنمي تلفزيونية من قبل استوديو ليدين فيلمز، عرض الأنمي في 9 أكتوبر عام 2016 واستمر عرض حتى 25 ديسمبر 2016.

## القصة
تدور أحداث القصة عن سوتا تاوارا، وهو مصمم ويب شاب من طوكيو يقرر العودة إلى مسقط رأسه في كاغاوا بعد وفاة والده والاستراحة من المدينة. عند عودته يعلم أن مطعم العائلة قد توقف عن العمل أثناء غيابه، بينما يتذكر سوثا طفولته يسير داخل المطعم المغلق، يجد صبيًا صغيرًا ذا شعر أشقر داخل وعاء الطهي. يدرك سوتا أن هذا الطفل هو شكل من أشكال التانوكي التي كانت تعيش في كاغاوا لسنوات عديدة. التفكير في أن الصبي كان يعيش حياة وحيدة، وقرر سوتا تربيته وتسميته بوكو.

## الشخصيات
سوتا تاوارا (باليابانية: 俵 宗太، بالروماجي:  Tawara Sōta)
مؤدي الصوت: يويتشي ناكامورا
بوكو (باليابانية: ポコ، بالروماجي: Poko)
مؤدية الصوت: شيهو كوكيدو
شينوبو ناكاجيما (باليابانية: 中島 忍، بالروماجي: Nakajima Shinobu)
مؤدي الصوت: توموكازو سوغيتا
أويشي رينكو (باليابانية: 大石 凛子، بالروماجي: Ōishi Rinko)
مؤدية الصوت: ماي ناكاهارا
شونسوكي فوجياما (باليابانية: 藤山 俊亮، بالروماجي: Fujiyama Shunsuke)
مؤدي الصوت: جون فوكوياما
ساي فوجياما (باليابانية: 藤山 紗枝، بالروماجي: Fujiyama Sae)
مؤدية الصوت: كانا هانازاوا
ماي مانابي (باليابانية: 真鍋 舞، بالروماجي: Manabe Mai)
مؤدية الصوت: يوكو ميناغوتشي
نوزومي تاناكا (باليابانية: 田中 のぞみ، بالروماجي: Tanaka Nozomi)
مؤدية الصوت: كايدي هوندو
فومي يوشيوكا (باليابانية: 喜岡 ふみ، بالروماجي: Yoshioka Fumi)
مؤدية الصوت: كوجيرا
والدة ناكاجيما (باليابانية: 中島の母، بالروماجي: Nakajima ha ha)
مؤدية الصوت: أكيكو كيمورا
والد ناكاجيما (باليابانية: 中島の父، بالروماجي: Nakajima chi chi)
مؤدي الصوت: كاتسوهيسا هوكي
غورو هامادا (باليابانية: 浜田 吾郎، بالروماجي: Hamada Gorō)
مؤدي الصوت: تاكايا كورودا
هيروشي ناغاتسوما (باليابانية: 永妻 宏司، بالروماجي: Nagatsuma Hiroshi)
مؤدي الصوت: شينوسكي تاتشيبانا
مانابو سايكي (باليابانية: 冴木 学، بالروماجي: Saeki Manabu)
مؤدي الصوت: كوسكي توريومي
يوكي سايكي (باليابانية: 冴木 雪枝، بالروماجي: Saeki Yukie)
مؤدية الصوت: يو شيمامورا
والدة سوتا (باليابانية: 宗太の母، بالروماجي: Souta ha ha)
مؤدية الصوت: أكيكو كيمورا
والد سوتا (باليابانية: 宗太の父، بالروماجي:  Souta chi chi)
مؤدي الصوت: هيروشي ناكا
كايرو (باليابانية: カエル، بالروماجي: Kaeru)
مؤدية الصوت: يو كوباياشي
نائب المحافظ (باليابانية: 副知事)
مؤدي الصوت: جون كانامي
غاوغاو-تشان (باليابانية: ガオガオちゃん، بالروماجي: Gaogao-chan)
مؤدي الصوت: تاكايا كورودا
ميمي (باليابانية: ミミ، بالروماجي: Mimi)
مؤدية الصوت: يوي ماكينو
مومو (باليابانية: モモ، بالروماجي: Momo)
مؤدية الصوت: شيهو كوكيدو

## وصلات خارجية
- الموقع الرسمي باللغة اليابانية
- موقع الأنمي الرسمي باللغة اليابانية
- عالم المعكرونة الخاص ببوكو على موقع ANN manga (الإنجليزية)